# SR-71 (gruppo musicale)
Gli SR-71 sono un gruppo musicale statunitense, formatosi a Baltimora nel 1998.
Sono conosciuti soprattutto per il loro singolo del 2000 Right Now, il loro secondo singolo Tomorrow e come gli autori della hit rifatta dai Bowling for Soup nel 2004, 1985 (pubblicata inizialmente nel loro album Here We Go Again). Il nome della band deriva dal Blackbird, un ricognitore strategico statunitense.

## Storia

### Primi anni eNow You See Inside(1998-2001)
Il gruppo è stato fondato nel 1998 a Baltimora da Mitch Allan, dopo aver abbandonato il suo vecchio gruppo, gli Honor Among Thieves.
La band è riuscita subito a firmare un contratto con la RCA Records con la quale hanno registrato il loro primo album, intitolato Now You See Inside. L'album è uscito il 20 giugno 2000 ed è stato prodotto da David Bendeth, Gil Norton e John Shanks. Now You See Inside ha ottenuto un buon successo e si è classificato 81º nella Billboard 200 e 2° nella Billboard Heatseekers Chart.
Il singolo estratto è Right Now. Scritto da Mitch Allan e Butch Walker ha raggiunto il 2º posto nella Modern Rock Tracks, il 102° nella Billboard Hot 100 e il 38° nella Mainstream Rock Tracks. Di questa canzone sono stati filmati due video musicali.
Il loro batterista, Dan Garvin, ha lasciato la band dopo il tour per sostituire il batterista dei Nine Days nel tour per The Madding Crowd.

## Formazione

### Formazione attuale
- Mitch Allan - voce principale, chitarra (1998–presente)
- Pat DeMent - chitarra, voce secondaria (2003–presente)
- Mike Ruocco - basso, voce secondaria (2003–presente)
- John Allen - batteria, percussioni, voce secondaria (2002–presente)

### Ex componenti
- Dan Garvin - batteria, percussioni, voce secondaria (1998–2001)
- Mark Beauchemin - chitarra, tastiere, voce secondaria (1998–2003)
- Jeff Reid - basso, tastiere, voce secondaria (1998–2003)

## Discografia

### Album studio
- 2000 - Now You See Inside (RCA)
- 2002 - Tomorrow (RCA)
- 2004 - Here We Go Again (Crown Japan)

### Singoli
- 2000 - Right Now (BMG)
- 2001 - Politically Correct (RCA)
- 2002 - Tomorrow